# The Triffids
The Triffids est un groupe de rock alternatif australien, originaire de Perth, en Australie-Occidentale.  Il est formé en mai 1978 avec David McComb au chant, à la guitare, à la basse et aux claviers,,,. Ils connaissent un succès très modéré en Australie, mais énorme au Royaume-Uni et en Scandinavie à la fin des années 1980 avant leur séparation en 1989,. Certains de leurs morceaux populaires comprennent Wide Open Road (février 1986) et Bury Me Deep in Love (octobre 1987). La SBS cite l'album Born Sandy Devotional dans sa série des Great Australian Albums en 2007, et atteint en 2010 la 5e place dans l'ouvrage des 100 Best Australian Albums de Toby Creswell, Craig Mathieson et John O'Donnell.
L'Australian Recording Industry Association (ARIA) reconnait l'importance des Triffids le 1er juillet 2008 lorsqu'elle l'inclut dans son Hall of Fame,.

## Biographie

### Formation et débuts (1976–1981)
En 1976 à Perth, les étudiants et lycéens David McComb, à la guitare acoustique, basse, et au chant, et Alan « Alsy » MacDonald, à la batterie et au chant, forment Dalsy, un projet multimédia spécialisé dans la musique, les ouvrages et la photographie. Ils écrivent et jouent avec Phil Kakulas à la guitare et au chant (tous les trois étant au sein de The Blackeyed Susans),, et deviennent Blök Musik et Logic (pendant une journée). En mai 1978, ils deviennent The Triffids, un nom qui s'inspire de la nouvelle post-apocalyptique de John Wyndham, The Day of the Triffids. Ils sont ensuite rejoints par Andrew McGowan à la guitare et Julian Douglas-Smith au piano. À l'arrivée de Byron Sinclair à la basse en septembre, McComb se met à la guitare rythmique. The Triffids se forpment partiellement en réponse au mouvement punk rock.
Entre 1978 et 1981, McComb écrit plus d'une centaine de morceaux originaux et The Triffids enregistrent et publient indépendamment des cassettes audio, simplement appelées 1st (1978), 2nd (1978), 3rd (1979), 4th (1979), Tape 5 (1980) et Sixth (1981). En 1979, Kakulas et Sinclair partent et sont remplacés par le frère ainé de David, Robert McComb au violon et à la guitare, et Will Akers à la basse, et en 1980 Margaret Gillard se joint aux claviers,,. À la fin de l'année, le groupe remporte une compétition organisée par l'émission radio 6NR de la Western Australian Institute of Technology (désormais Curtin University), et publie en juillet 1981 son premier single, Stand Up, au label Shake Some Action. MacDonald part brièvement pendant deux mois, et le single est enregistré avec Mark Peters à la batterie.

### Premiers albums (1982–1984)
Gillard et Akers partent en février 1982 et sont remplacés par Jill Yates aux claviers et par Sinclair. Le mois d'avril assiste à la sortie de l'EP quatre pistes Reverie chez Resonant Records,,. À cette période, avec une faible distribution à Perth, le groupe passe de longues journées à faire des allers-retours entre Perth et Sydney, puis Melbourne (et encore une fois de retour) pour des concerts. En milieu d'année, Sinclair quitte encore une fois le groupe et est remplacé par Martyn P. Casey à la basse en septembre 1982. Pour $150 la nuit, des groupes tels que The Reels, The Sunnyboys, The Church, Hunters and Collectors ou Uncanny X-Men font appel aux Triffids.
En quatuor — Casey, David et Robert McComb, et MacDonald — ils signent au White Label de Mushroom Records à Melbourne et publient un single, Spanish Blue, en octobre 1982 et l'EP Bad Timing and Other Stories en mars 1983,,,. Dès lors, de retour à Sydney, Jill Birt kles rejoint au piano, à l'orgue et au chant,,. Peu après la sortie de Bad Timing and Other Stories, Mushroom Records se sépare du groupe. Ils signent avec le nouveau label australien indépendant Hot Records. The Triffids sont l'un des groupes qui apportent le plus de succès à Hot outremer. Leur premier album, Treeless Plain, est publié en novembre 1983,, et est succès critique malgré le manque de single,. Tous les morceaux de Treeless Plain sont enregistrés en douze nuits de sessions aux Emerald City Studios, Sydney, en août et septembre 1983 avec The Triffids à la production. Le single qui suit, Beautiful Waste, est publié en février 1984 et suivi par l'EP Raining Pleasure en juillet — le morceau-titre, Raining Pleasure, fait participer Birt au chant et est écrit par David McComb aux côtés du musicien local James Paterson (JFK and the Cuban Crisis),,. Un autre morceau, St. James Infirmary Blues, est orienté folk blues traditionnel.
The Triffids, sans Birt, enregistrent Lawson Square Infirmary au Sydney Opera House, où ils travaillent avec Paterson au chant, à la guitare, la mandoline, et au piano ; Graham Lee (Love Gone Wrong de John Kennedy, et backing band d'Eric Bogle,) au chant, dobro et pedal steel guitar ; et Daubney Carshott (a.k.a. Martyn Casey) à la basse,,. L'EP six titres country est publié par Hot Records en octobre sous le nom de Lawson Square Infirmary,,.
À la mi-1984, The Triffids traversent 3 972 km entre Perth et Sydney — David McComb estime le nombre d'allers-retours entre 12 et 16. Fatigués de ces trajets, ils décident de se consacrer à l'Europe.

### Royaume-Uni et Europe (1984–1989)
À la fin août 1984, le groupe se délocalise à Londres, où Treeless Plain et Raining Pleasure sont publiés par Rough Trade Records et bien accueillis,. Avec notamment un peu d'argent de côté, ils se donnent trois mois pour tourner au Royaume-Uni. Pour leurs débuts à Londres, ils jouent en soutien à leurs collègues de Rough Trade, The Monochrome Set. Le succès se fait sentir lorsqu'ils font la couverture du magazine britannique NME en 1985,, qui prédit cette année comme « l'année de Triffids ».
Le 6 novembre 1984, ils enregistrent Field of Glass, un EP trois pistes, presque enregistré en live au BBC Studio 5 de Londres, qui est publié en février 1985,. Le morceau-titre, Field of Glass, n'est pas publié en CD les dernières cassettes n'ayant été trouvées — elles seront finalement découvertes sous le lit de David McComb. Pendant leur tournée australienne au début de 1985, le groupe recrute un membre permanent, Lee, qui a joué sur le mini-album Lawson Square Infirmary. Ensemble comme sextuor — Birt, Casey, Lee, MacDonald, David et Robert McComb — enregistrent un EP vinyle intitulé You Don’t Miss Your Water.
En 1985, The Triffids tournent en Europe, jouant dans de petits endroits et grands stades auxcôtés de groupes comme Echo and the Bunnymen. Ils développent leur popularité aux Pays-Bas, en Grèce, en Scandinavie, en Irlande et en Belgique. Le groupe tourne sur le circuit du Summer Eurofestival, jouant au  Glastonbury, Pinkpop, Waterpop, Seinäjoki, Roskilde (40 000), T&W Belgium (35 000) et au Parkpop (100 000).
Incapable de signer chez une major et avec un petit budget, le groupe enregistre l'album Born Sandy Devotional à Londres en août 1985 avec Gil Norton à la production (Echo and the Bunnymen), et est publié en mars 1986,,. Pour Ian McFarlane, musicologue australien, « C'était plein de chansons spacieuses jamais écrites, et il reste l'un des meilleurs albums de rock australiens jamais publiés ». En 2007, l'album est cité par SBS Television dans sa liste des Great Australian Albums. Le groupe publie deux versions du single Wide Open Road — toutes en 7" et 12" tours. Born Sandy Devotional atteint la 27e place de l'UK Albums Chart, et Wide Open Road la 26e place, mais seulement 64e en Australie au Kent Music Report,.
Creswell explique que « Wide Open Road » est « un morceau colérique qui note que la clé de la liberté est la solitude » dans son ouvrage, 1001 Songs. En mai 2001, l'Australasian Performing Right Association (APRA) nomme le morceau dans son top 30 des morceaux australiens de tous les temps,.
Leur succès rehausse leur image en Australie où ils reviennent enregistrer l'album In the Pines au début de 1986, en attendant la sortie de Born Sandy Devotional en mars,. In the Pines est enregistré dans la propriété familiale des McCombs à Ravensthorpe, en Australie-Occidentale, à 600 km au sud-est de Perth,. The Triffids reviennent tourner au Royaume-Uni l'année suivante.
Entre le 26 décembre 1986 et le 26 janvier 1987, The Triffids participent à la tournée du Australian Made. Jimmy Barnes et INXS y jouent en têtes d'affiche, et le reste du line-up inclut Mental as Anything, Divinyls, Models, The Saints, et I'm Talking,. Un film concert, Australian Made: The Movie, est réalisé par Richard Lowenstein et est publié l'année suivante,. Le chanteur d'INXS, Michael Hutchence, a insisté sur le fait que les Triffids devraient prendre part au festival.

## Membres
- Will Akers - basse (1980–1982)
- Jill Birt - claviers, voix (1983–1989)
- Martyn Casey - basse (1982–1989)
- Simon Cromack - percussions (1982–1983)
- Margaret Gillard - claviers (1979–1982)
- Phil Kakulas - guitares, voix (1978–1979)
- Graham Lee - guitare, pedal steel, voix (1985–1989)
- Allan MacDonald - batterie, percussions, voix (1978–1980, 1982–1989)
- David McComb - voix, guitare, piano, basse (1978–1989)
- Robert McComb - violon, guitare, claviers, percussions, voix (1979–1989)
- Mark Peters - batterie (1980–1981)
- Byron Sinclair - basse (1978–1979, 1982)
- Jill Yates - claviers (1982)

## Discographie
- 1983 : Treeless Plain
- 1986 : Born Sandy Devotional
- 1986 : In the Pines
- 1987 : Calenture
- 1989 : The Black Swan